# 原研二 (1951年生のドイツ文学者)

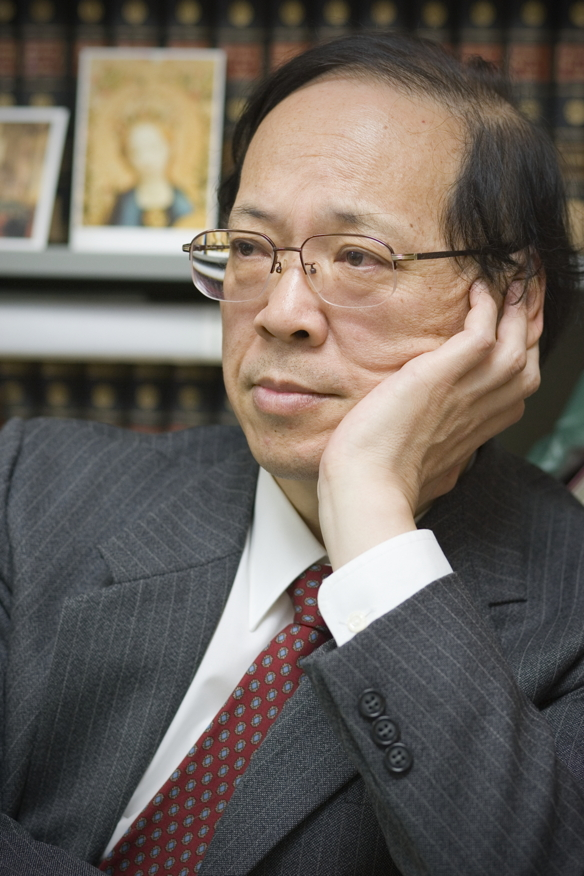
研究室にて、2006年

原 研二（はら けんじ、1951年3月8日 - 2008年9月28日）は、日本のドイツ文学者で、近代のドイツ・オーストリア文学・文化史専攻。ヘルマン・ヘッセ、ローベルト・ムージル、チャールズ・シールズフィールドの研究で知られた。晩年は沼田裕之（東北大学名誉教授）らと共に、ヤーコプ・ブルクハルトの『イタリア・ルネサンスの文化』校訂版編集に心血を注いだ。

## 生涯
1951年、仙台市に生まれる。父は建築業であったが、京都大学経済学部の出身で、室積徂春門下の俳人でもあり、その影響により、幼いときから文学に親しんだ。宮城県仙台第二高等学校の頃からヘルマン・ヘッセの小説を愛読。病気休学のため、高等学校を1年遅れで卒業し、東北大学文学部に入学。ドイツ文学を専攻し、1974年に卒業。同大学大学院に進学した後、ヘッセの長編『ガラス玉演戯』についての論文で高い評価を得た。この頃からオーストリアの作家ローベルト・ムージルとその代表作『特性のない男』に強く興味を持つようになる。博士課程を中退して、1977年、東北大学文学部ドイツ文学研究室助手に採用される。1978年、筑波大学現代語・現代文化学系助手に異動。同時にドイツ学術交流会（DAAD）留学生に採用され、80年までボン大学、ザールラント大学に留学してムージル研究を行う。1981年、筑波大学講師。1986年、東北大学文学部ドイツ文学研究室助教授となった。1995年、教授に昇任、1997年、大学院重点化に伴い、東北大学大学院文学研究科ドイツ文学専攻教授。
ムージル研究のみならず、オーストリアの特異な作家チャールズ・シールズフィールド研究でも国際的に知られるようになる。シールズフィールドは、メッテルニヒの反動的な時代にアメリカに亡命、アメリカ人になりすましてヨーロッパに戻り、スイスでアメリカをテーマにした小説をドイツ語で書いた作家である（代表作は『船室の書』）。亡くなる前の約10年間は、沼田裕之東北大学名誉教授らと共に、国際的なプロジェクトであるヤーコプ・ブルクハルトの校訂版全集の『イタリア・ルネサンスの文化』編集に没頭していた。2006年にはスイスの国際学会でブルクハルトに関する研究発表を行い、高く評価された。この間、19世紀からムージルに至るオーストリア小説研究によって、2003年に九州大学から博士（文学）を授与された。2006年末から膀胱ガンを患う。闘病生活の中で、3冊の著作をまとめあげた。そのうちの1冊"Braut des Windes"（風の花嫁）はドイツ語で書かれた小説であった。若いときのドイツ留学中から執筆を開始していたものである。2008年、現職のまま、仙台市の東北大学病院で死去。完成原稿で残された3冊の遺作は、日本、ドイツ、スイスで出版された。ブルクハルトの『イタリア・ルネサンスの文化』は、死後10年を経て、2018年5月に刊行された。

## 著作
- 『物語と不在 十九世紀オーストリア小説とムージル』東洋出版、2005年、博士論文（九州大学、2003年）の改訂版。第3回オーストリア文学研究会賞受賞。
- 『白雪姫たちの世紀末 闇の女王をめぐるヨーロッパ19世紀末の文化論』郁文堂、2010年。東北大学での講義を元にした書き下ろし。死後出版。
- Braut des Windes: Versuch einer Geschichte. Düsseldorf: Edition XIM Virgines, 2009.　ドイツ語による創作小説。ドイツ留学中から執筆していた。死後出版。
- Offenheit und Ambivalenz: Dichterische Modellierung von Geschichte und Politik bei Goethe, Sealsfield, Musil und Burckhardt. Bern: Peter Lang, 2010.　ドイツ語で発表した論文をまとめた論文集。死後出版。
- Jacob Bruckhardt, Die Cultur der Renaissance in Italien: Ein Versuch. Herausgegeben von Mikkel Mangold auf der Grundlage der Vorarbeiten von Kenji Hara und Hiroyuki Numata. München: C.H.Beck, Basel: Schwabe, 2018.

### 共編
- 『人文社会科学の新世紀 東北大学文学部から世界へ』金子義明,鈴木岩弓,沼崎一郎共編 東北大学出版会 2003
- 『多元的文化の論理 新たな文化学の創生へ向けて』佐藤研一,松山雄三,笹田博通共編 東北大学出版会 2005
- 鈴木隆雄、鍛治哲郎、土屋明人、土屋勝彦、松村國隆共編『オーストリア文学小百科』水声社、2004年。第2回オーストリア文学研究会賞受賞。